# Chirkunda
Chirkunda là một thành phố và là một notified area ở quận Dhanbad ở bang Jharkhand, Ấn Độ.

## Dân số
Theo cuộc điều tra dân số năm 2001 của Ấn Độ,India Chirkunda có một dân số 39.121 người. Nam giới chiếm 53% dân số và nữ giới chiếm 47% dân số. Chirkunda có một tỷ lệ biết chữ là 64%, cao hơn mức trung bình của quốc gia là 59,5%; với 71% đàn ông biết chữ và 56% phụ nữ biết chữ. 14% dân số dưới 6 tuổi.